# Maria Elena Tiepolo Oggioni
Maria Elena Tiepolo Oggioni (Venezia, 1879 – Roma, 24 dicembre 1960) è stata una nobile italiana che, accusata di aver ucciso il suo amante, subì un processo che ebbe una grande risonanza pubblica.

## Biografia
Maria Elena, figlia del conte discendente di un Doge veneziano Giandomenico Tiepolo, un importante magistrato della fine dell'Ottocento, aveva sofferto da bambina di crisi isterico-epilettiche da cui non era mai del tutto guarita e che avevano influito sulla sua fragilità psichica accresciuta da una serie di lutti familiari: le sorelle morirono in giovane età per meningite, il fratello si suicidò per motivi amorosi e il padre morirà d'improvviso per un colpo apoplettico.
Il conte Giandomenico nel 1890 fu trasferito al tribunale di Camerino dove Maria Elena a vent'anni conobbe un ufficiale dei bersaglieri Carlo Ferruccio Oggioni con cui si sposò nel 1901. Il giovane ufficiale fu inviato in Somalia accompagnato dalla bella moglie che negli anni successivi mise alla luce due figli Gianna e Guido. In Somalia il tenente Oggioni raggiunse il grado di capitano e nel 1913 rientrò in Italia, assegnato al reggimento Bersaglieri di stanza a Sanremo, dove si trasferì con tutta la famiglia. Qui fece venire come attendente il diciannovenne Quintilio Polimanti che i giornali, al tempo del processo, descriveranno come «un bel giovane, alto, capelli biondi e ricciuti». Tra l'attendente e l'affascinante Maria Elena si stabilì un rapporto di reciproca simpatia e confidenza ritenuto eccessivo dai conoscenti. I bagnanti ad esempio della spiaggia di Sanremo rimasero scandalizzati quando videro un giorno la contessa e l'attendente che indossando il solo accappatoio erano andati a fare una gita in barca.
Nella primavera del 1913 il rapporto amichevole tra i due era arrivato al punto che il giovane attendente, per vantarsi della sua conquista mostrava, ai compagni di caserma un medaglione con l'immagine di Maria Elena e contenente una ciocca dei suoi capelli. Ad agosto dello stesso anno Quintilio in vacanza al suo paese si confidava con la sorella Dina raccontandole il suo legame sentimentale con la contessa e avvertendola che avrebbe ricevuto da questa lettere a lei indirizzate ma che in realtà erano dirette a lui. In queste lettere Maria Elena si lasciava andare a espressioni più che affettuose nei confronti di Dina (Quintilio).
Quando Quintilio tornò a Sanremo pensò fosse giunto il momento di rompere gli indugi con la contessa scrivendole una aperta lettera d'amore che non ebbe il coraggio di spedire ma che tuttavia conservò. Maria Elena nel frattempo aveva cambiato atteggiamento nei confronti del giovane al punto di lamentarsi del suo comportamento troppo confidenziale con un superiore di Quintilio, vicino di casa, e decidendo di licenziarlo salvo poi cambiare idea e perdonarlo.
Nel novembre del 1913 la contessa scoprì di essere incinta ma non si confidò con nessuno e cercò di nascondere i malesseri attribuibili al suo stato. L'8 novembre dello stesso anno si verificò l'avvenimento che portò Maria Elena a doversi difendere dall'accusa di omicidio nel processo iniziato il 29 aprile 1914 che fu oggetto di una diffusa campagna di stampa. Questo il racconto che ella ne fece alla Corte d’Assise di Oneglia:
La difesa, presieduta dall'avvocato Orazio Raimondo, sosteneva dunque con questa versione degli avvenimenti la tesi della legittima resistenza della contessa all'attentato alla sua onorabilità e a quella del marito; argomento questo che però contrastava con la corrispondenza amorosa tenuta con il Polimanti, con la storia del medaglione mostrato ai commilitoni dallo stesso Quintilio, con il fatto che la donna non avesse alcun segno sul corpo della presunta colluttazione con il giovane e, infine, con la scandalosa scoperta durante il processo della gravidanza non riferibile al marito poiché risultò che questi da cinque anni usava "sistemi di malthusianesimo" per evitare nascite indesiderate.
Si veniva così configurando per l'accusa il movente dell'omicidio: Maria Elena Tiepolo aveva ucciso il Polimanti, affinché questi non rivelasse lo scandalo della gravidanza e per farsi restituire il compromettente medaglione che la contessa lei sosteneva le fosse stato rubato. Nelle more del processo il medaglione misteriosamente sparì per evitare lo scandalo di una condanna ad opera, secondo il pubblico ministero, del potere militare, particolarmente influente in quel periodo di poco antecedente l'intervento italiano nella prima guerra mondiale.
Il processo si concluse il 2 giugno 1914 con l'assoluzione, decisa dalla giuria per cinque voti a favore, quattro contrari e una scheda bianca, di Maria Elena Tiepolo Oggioni.
Allo scoppio della guerra il capitano Oggioni fu inviato al fronte da dove tornò nel 1918 con il grado di generale pluridecorato. Aveva però riportato una grave ferita agli occhi che lo rese cieco assistito amorosamente da Maria Elena che, alla morte del marito si trasferì a Roma con i due figli. Alla fine della seconda guerra mondiale la contessa divenne simpatizzante del partito monarchico con il ruolo di organizzatrice di visite ai reali italiani in esilio a Cascais. Si dedicò a opere di beneficenza sino alla morte avvenuta il 24 dicembre 1960.